# Căsuța de Crăciun
Căsuța de Crăciun (titlu original: Thomas Kinkade's Home for Christmas, cunoscut și ca Thomas Kinkade's Christmas Cottage) este un film de Crăciun american biografic  direct-pe-DVD din 2008 regizat de Michael Campus. Rolurile principale au fost interpretate de actorii  Jared Padalecki, Peter O'Toole, Marcia Gay Harden, Aaron Ashmore și Chelan Simmons.
Inițial, filmul a fost program pentru a fi lansat cinematografic în decembrie 2007, dar, din cauza unor editări finale și a drepturilor muzicale, a fost amânat până în noiembrie 2008.

## Prezentare
Filmul este inspirat din viața pictorului american Thomas Kinkade (1958 – 2012). Viitorul artist a obținut recunoaștere și faimă internațională în urma unei nenorociri - în 1977, mama sa  a fost la un pas de a-și pierde casa, pentru a o ajuta să-și plătească datoriile, tânărul a luat pensula și a început să picteze...

## Distribuție
- Jared Padalecki ca pictorul Thomas Kinkade
- Aaron Ashmore ca Pat Kinkade
- Marcia Gay Harden ca Maryanne Kinkade
- Richard Burgi ca Bill Kinkade
- Peter O'Toole ca Glen Wesman
- Gina Holden ca Hope
- Chelan Simmons ca Miss Placerville 1977
- Tegan Moss ca Nanette
- Chris Elliott ca Ernie
- Kiersten Warren ca Tanya, Miss Placerville 1974
- Jay Brazeau ca Mr. Rosa
- Geoffrey Lewis ca Butch
- Malcolm Stewart ca Lloyd
- Gabrielle Rose ca Evelyn
- Richard Moll ca Big Jim
- Charlotte Rae ca Vesta
- Chang Tseng ca Mr. Chang
- Nancy Robertson ca Deputy Hornbuckle
- Edward Asner ca Sidney